# La Casanova (Rupit i Pruit)
La Casanova és una masia de Rupit i Pruit (Osona) inclosa a l'Inventari del Patrimoni Arquitectònic de Catalunya.

## Descripció
Masia de planta rectangular coberta a dues vessants amb el carener perpendicular a la façana, situada a migdia. Consta de planta baixa, primer pis i golfes. La façana presenta un cos adossat a la part dreta i cobert per la mateixa vessant que es prolonga. A la part esquerra s'hi adossa també un altre cos de petites dimensions. La façana presenta un portal d'arc rebaixat amb la dovella central datada. Al primer pis hi ha una finestra central de grosses dimensions i les laterals conserven les espieres. Les golfes tenen una petita finestra rectangular. La part de tramuntana només té algunes obertures protegides per llangardaixos. És construïda amb pedra sense polir unida amb morter de calç. Les finestres i obertures són de pedra picada. Del carener sobresurt un gros cavall de fusta.

## Història
L'única data concreta del mas es troba a la llinda del portal, datat al 1809, per bé que l'edificació sembla més antiga.
És una masoveria de les Viles, fet que permet relacionar-la hipotèticament amb un tal Francesc Vila, que apareix al fogatge de la parròquia i terme de Sant Francesc Dosmunts de l'any 1553.